# Rives de l'Yon
Rives de l'Yon é uma comuna francesa na região administrativa do País do Loire, no departamento da Vendeia. Estende-se por uma área de 54.26 km². Em 2010 a comuna tinha 4 350 habitantes (densidade: 80,2 hab./km²).
Foi criada em 1 de janeiro de 2016, a partir da fusão das antigas comunas de Saint-Florent-des-Bois e Chaillé-sous-les-Ormeaux.